# MicroLeague Baseball
A MicroLeague Baseball baseballvezetőedző-szimulátor, melyet a MicroLeague fejlesztett és jelentetett meg. A játék 1984-ben jelent meg Amiga, Apple II, Atari 8 bit, Commodore 64 és DOS platformokra, melyet 1987-ben egy Atari ST-átirat is követett.
A MicroLeague Baseball volt a cég és a MicroLeague sorozat első tagja.

## Áttekintés
A MicroLeague Baseball az egyik első videójáték volt, amelyhez megváltották a Major League Baseball licencét, így abban az MLB-csapatok a valós nevükön és logójukkal szerepelnek. A játék a  Major League Baseball Players Association licencével is rendelkezik, így abban a játékosok is a valós nevükön szerepelnek.
A játékhoz több kiegészítő lemez is megjelent. Egy klubelnöki lemez segítségével a felhasználók csapatok között cserélhetnek baseballjátékosokat vagy akár saját játékosokat is létrehozhatnak. A játékosok egy statisztika-gyűjtő lemez segítségével elmenthetik az összes lejátszott mérkőzés eredményét és összeállíthatják a játékosok statisztikáit, így akár egy teljes szezont is le lehet játszani.
A játék a kor legtöbb baseballjátékával szemben az akció helyett inkább a vezetőedzői feladatokra tette a hangsúlyt. Ez volt az első licencelt  baseballjáték, amiben a játékosok ütőpozícióját és a védőjátékosok elhelyezkedését módosítani lehetett.
A játék számos klasszikus csapatot is tartalmazott, köztük az 1927-es New York Yankeest, az 1955-ös Brooklyn Dodgerst, az 1961-es New York Yankeest, az 1963-as Los Angeles Dodgerst, az 1967-es St. Louis Cardinalst, az 1968-as Detroit Tigerst, az 1969-es New York Metst, az 1970-es Baltimore Oriolest, az 1973-as Oakland Athleticst, az 1975-ös Cincinnati Redst, az 1975-ös Boston Red Soxot, az 1979-es Pittsburgh Piratest, az 1980-as Philadelphia Philliest, az 1980-as Kansas City Royalst és az 1982-es Milwaukee Brewerst. A játék mindezek mellett az Amerikai és a Nemzeti Liga minden idők legjobb játékosaiból álló válogatottakat, valamint az 1984-es AL és NL All-Star csapatokat is tartalmazza. Az összes csapat kerete 15 ütőjátékosból és 10 dobóból áll.

## Fogadtatás
A Computer Gaming World szerkesztői 1985-ben dicsérték a MicroLeague Baseball grafikáját, azonban megjegyezték, hogy a játék nem követi a baseballjátékosok statisztikáját. Az Ahoy! irói szerint a játék „sziklaszilárd statisztikajáték, olyan köntösbe bújtatva, amit bármely akció-baseballjáték büszkén viselne”, illetve összegzésként megjegyezték, hogy a „MicroLeague Baseball kifejezetten ajánlott a baseballimádó számítógépesnek.”

## Fordítás
- Ez a szócikk részben vagy egészben  a   MicroLeague Baseball című angol Wikipédia-szócikk ezen változatának fordításán alapul.  Az eredeti cikk szerkesztőit annak laptörténete sorolja fel. Ez a jelzés csupán a megfogalmazás eredetét és a szerzői jogokat jelzi, nem szolgál a cikkben szereplő információk forrásmegjelöléseként.